# نووی-پایلوکس
نووی-پایلوکس (به فرانسوی: Neuvy-Pailloux) یک کمون در فرانسه است که در اندر واقع شده‌است. نووی-پایلوکس ۴۱٫۸۱ کیلومتر مربع مساحت و ۱٬۳۱۰ نفر جمعیت دارد و ۱۴۹ متر بالاتر از سطح دریا واقع شده‌است.